# Julio César Baldivieso
Julio César Baldivieso (* 2. prosinec 1971) je bývalý bolivijský fotbalista.

## Klubová kariéra
S týmem Club Bolívar se stal mistrem Bolívie v letech 1992, 1994 a 1996. Během angažmá v Caracas FC vyhrál v roce 2004 venezuelskou nejvyšší soutěž.

## Reprezentace
Julio César Baldivieso odehrál 85 reprezentačních utkání. S bolivijskou reprezentací se zúčastnil Mistrovství světa 1994. Byl členem týmu, který získal v domácím prostředí na turnaji Copa América 1997 stříbrné medaile.

## Trenérská kariéra
V roce 2008 se z hráče stal trenérem. Vedl týmy Club Aurora, Real Potosí a Universitario de Sucre, bolivijskou reprezentaci a palestinskou reprezentaci. Od února 2022 trénuje klub Royal Pari FC ve městě Santa Cruz de la Sierra.

## Rodina
Jeho syn Mauricio Baldivieso se stal ve dvanácti letech nejmladším hráčem na světě, který nastoupil k prvoligovému utkání.

## Statistiky
| Bolívie | Bolívie | Bolívie |
| Roky    | Záp.    | Góly    |
| ------- | ------- | ------- |
| 1991    | 5       | 0       |
| 1992    | 0       | 0       |
| 1993    | 15      | 0       |
| 1994    | 14      | 1       |
| 1995    | 8       | 1       |
| 1996    | 12      | 3       |
| 1997    | 9       | 2       |
| 1998    | 0       | 0       |
| 1999    | 0       | 0       |
| 2000    | 7       | 2       |
| 2001    | 8       | 5       |
| 2002    | 0       | 0       |
| 2003    | 3       | 1       |
| 2004    | 2       | 0       |
| 2005    | 2       | 0       |
| Celkem  | 85      | 15      |